# 兵庫県道524号才金宗行線
兵庫県道524号才金宗行線（ひょうごけんどう524ごう さいかねむねゆきせん）は、兵庫県佐用郡佐用町を通る一般県道である。

## 概要
佐用郡佐用町才金から佐用郡佐用町宗行に至る。

### 路線データ
- 起点：佐用郡佐用町才金[1]（岡山県道・兵庫県道124号宮原力万線交点）
- 終点：佐用郡佐用町宗行[1]（国道373号交点）
- 総延長：9.7 km[1]

## 地理

### 通過する自治体
- 佐用郡佐用町

### 交差する道路
| 交差する道路                      | 交差する場所 | 交差する場所 |
| --------------------------------- | ------------ | ------------ |
| 岡山県道・兵庫県道124号宮原力万線 | 才金         | 起点         |
| 岡山県道・兵庫県道240号下庄佐用線 | 福沢         |              |
| 国道373号                         | 宗行         | 終点         |

### 沿線
- 佐用川
- 智頭急行智頭線 平福駅（終点付近）
- 道の駅宿場町ひらふく（終点付近）